# Giuseppe Pavón Bueno
Giuseppe Pavón Bueno C.M.F., in spagnolo  José Pavón Bueno (Cartagena, 19 gennaio 1909 – Barbastro, 12 agosto 1936), è stato un presbitero spagnolo, martirizzato a Barbastro durante la Guerra civile spagnola e venerato come beato dalla Chiesa cattolica.

## Biografia
Nacque a Cartagena il 19 gennaio 1909, e fu battezzato il giorno stesso nella parrocchia del quartiere, dedicata al cuore di Maria. I genitori ebbero quattro figli maschi e due femmine. Giuseppe, fin da piccolo ebbe una naturale inclinazione verso lo studio, era solito sottrarsi alle cure della madre per raggiungere i fratelli maggiori nel collegio dei padri Maristi. Qui i padri lo accoglievano, consentendogli di assistere alle lezioni insieme ai fratelli. Alla morte prematura del padre, la famiglia dovette trovare una nuova abitazione, e si trasferirono in casa degli zii, che non potendo avere figli, si presero cura dell'educazione dei ragazzi. Giuseppe ricevette la prima comunione nella cattedrale antica della città, retta dai Clarettiani.
Si diplomò presso l'Istituto del Commercio di Cartagena come alunno esterno e continuò a frequentare i padri Maristi dove si preparava per gli esami. A 17 anni scelse di entrare nella congregazione Clarettiana e, per non dover frequentare il postulandato, diede gli esami di latino come membro esterno. In quel periodo apprese a tempo perso a suonare l'armonium. Nel dicembre del 1925 si trasferì a Cervera, e il 2 febbraio del 1927 emise la professione religiosa. Il 24 febbraio 1934 venne ordinato sacerdote a Valencia. La sua formazione e il suo carattere facevano prevedere una carriera di insegnante nei collegi esterni. Stava terminando gli studi a Xàtiva, quando nel febbraio 1935 si svolse una manifestazione anticlericale tanto violenta da convincere i superiori a chiudere la scuola e la chiesa. Il padre Pavón trovo rifugio in un appartamento a Valencia, poi rimase un paio di settimana con la madre a Santa Cruz di Tenerife. Pochi giorni prima della scoppio della rivoluzione chiese ai superiori di impartire lezioni estive ai seminaristi maggiori di Barbastro.
I suoi compagni di studio lo ricordavano come una persona gioviale e allegra, dall'accento cartagenero, dalla chiacchiera piacevole, nella quale era difficile a volte scindere la verità dall'invenzione. Più volte aveva espresso il desiderio di apprendere il cinese per recarsi in quel paese come missionario.
Il 20 luglio 1936 il seminario venne perquisito e i religiosi arrestati. Dopo più di tre settimane di prigionia, il padre Pavón venne condotto al martirio legato con il padre Sierra, suo amico d'infanzia. Morì sul ciglio di una strada fuori città, fucilato da miliziani anarchici fedeli al governo repubblicano nelle prime ore del 12 agosto 1936. Insieme a cinque compagni, fece parte del secondo gruppo di clarettiani di Barbastro che subirono il martirio. I loro corpi furono gettati in una fossa comune.

Dopo la guerra i resti dei martiri furono riesumati e si possono venerare oggi nella cripta della casa museo a Barbastro. Nel 2013 è uscito un film sulla vicenda intitolato Un Dios prohibido per la regia di Pablo Moreno.

## Culto
La beatificazione avvenne a Roma, ad opera di Giovanni Paolo II, il 25 ottobre 1992. La Chiesa cattolica lo ricorda il 12 agosto.